# Mahwah
För andra betydelser, se Mahwah (olika betydelser).
Mahwah är en kommun (township) i nordvästra Bergen County i USA:s delstat New Jersey. Invånarna uppmättes år 2010 till 25 890 i antalet. Den har enligt United States Census Bureau en area på totalt 67,8 km² varav 1,3 km² är vatten. 

## Kända personer från Mahwah
- Jane Wyatt, skådespelare
- Johnny 99, fiktiv karaktär i Bruce Springsteen-låt med samma namn

1. ↑  läs online, www.nj.gov , läst: 22 januari 2022.[källa från Wikidata]
2. ↑  United States Census Bureau (red.), USA:s folkräkning 2020, läs online, läst: 1 januari 2022.[källa från Wikidata]
3. ↑  läs online, www.mahwahtwp.org , läst: 25 december 2024.[källa från Wikidata]